# Delitschia canina
Delitschia canina är en svampart som beskrevs av Mouton 1887. Delitschia canina ingår i släktet Delitschia och familjen Delitschiaceae.   Inga underarter finns listade i Catalogue of Life.